# Уилям I (Шотландия)
Уилям I (на шотландски келтски: Uilliam mac Eanric, на съвременен шотландки келтски: Uilleam mac Eanraig), наричан Лъва и Грубияна, е крал на Шотландия от 1165 до 1214 г. Неговото управление е второ по продължителност преди унията с Англия от 1707 г.

## Биография
Уилям е роден около 1143 г. Той е по-малък син на Хенри, граф на Нортумбрия, и Анна от Варен. Наследява шотландския престол след смъртта на по-големия си брат Малкълм IV на 9 декември 1165 г. За разлика от религиозния си и крехък брат Улиям е едър, силен, червенокос и своенравен. Прозвището си Лъва дължи на герба, който е използвал – червен разярен лъв на жълт фон.
Уилям носи и титлата Граф на Нортумбрия, която предава на английския крал Хенри II през 1157 г. След като става крал, Уилям многократно се опитва да си върне властта над Нортумбрия. Той участва във въстанието срещу Хенри II от 1173 – 1174 г. По време на битката при Олнлик от 1174 г. Уилям е пленен от англичаните и през Нюкасъл е отведен във Фалез, Нормандия, след което Хенри II изпраща армия в Шотландия и я окупира. Като откуп за свободата и кралството си Уилям се съгласява да даде васална клетва на Хенри II. Освен това шотландският крал се задължава да заплати окупационните разходи на английските войски в Шотландия чрез допълнително облагане на поданиците си. Ангажиментите на Уилям са юридически оформени в договора от Фалез, след подписването на който той е освободен и се завръща в Шотландия. През 1175 г. Уилям произнася васалната си клетва в Йорк Кясъл. Договорът от Фалез остава валиден и през следващите 15 години. Тогава крал Ричард I Лъвското сърце, търсейки пари за финансиране на кръстоносните си походи, се съгласява да анулира договора срещу 10 хиляди сребърни марки.
Според договора от Фалез Хенри II трябвало да избере и съпруга на Уилям I. За целта английският крал избира племенницата си Ерменгард дьо Бомон – внучка на Хенри I, за която Уилям се жени в Удсток през 1186 г. Бракът им не е щастлив, но въпреки това двамата имат пет деца.
Уилям I умира в Стърлинг на 4 декември 1214 г. и е наследен от сина си Александър II.

## Деца
- Маргарет (1193 – 1259)
- Изабел (1195 – 1253)
- Александър II (1198 – 1249)
- Марджъри (1200 – 1244)